# .ir
.ir為伊朗國家及地區頂級域（ccTLD）的域名，於1994年4月6日啟用。它由伊朗的基础科学研究所負責管理。

## 二級域名
- .ir – 無限制
- .ac.ir – 高等教育和研究机构以及学术团体。
- .co.ir – 公司s
- .gov.ir – 政府
- .id.ir – 伊朗境內個人
- .net.ir – 互聯網提供商
- .org.ir – 非營利組織
- .sch.ir – 小學和中學

## 外部連結
- IANA .ir whois information（页面存档备份，存于）
- .ir domain registration website（页面存档备份，存于）